# Sovětský svaz na letních olympijských hrách
Sovětský svaz na letních olympijských hrách startoval od roku 1952, naposledy roku 1988. Toto je přehled účastí, medailového zisku a vlajkonošů SSSR na dané sportovní události.

## Účast na Letních olympijských hrách
| Dějiště LOH            | LOH      | Vlajkonoš          | Zlatá medaile | Stříbrná medaile | Bronzová medaile | Celkem |
| ---------------------- | -------- | ------------------ | ------------- | ---------------- | ---------------- | ------ |
| 1952 Helsinky          | LOH 1952 | Jakov Kučenko      | 22            | 30               | 19               | 71     |
| 1956 Melbourne         | LOH 1956 | Alexej Medveděv    | 37            | 29               | 32               | 98     |
| 1960 Řím               | LOH 1960 | Jurij Vlasov       | 43            | 29               | 31               | 103    |
| 1964 Tokio             | LOH 1964 | Jurij Vlasov       | 30            | 31               | 35               | 96     |
| 1968 Ciudad de México  | LOH 1968 | Leonid Žabotinskij | 29            | 32               | 30               | 91     |
| 1972 Mnichov           | LOH 1972 | Alexandr Medveď    | 50            | 27               | 22               | 99     |
| 1976 Montréal          | LOH 1976 | Vasilij Alexejev   | 49            | 41               | 35               | 125    |
| 1980 Moskva            | LOH 1980 | Nikolaj Balbošin   | 80            | 69               | 46               | 195    |
| 1984 Los Angeles       | 1984     |                    |               |                  |                  | Ne     |
| 1988 Soul              | LOH 1988 | Alexandr Karelin   | 55            | 31               | 46               | 132    |
| Celkem                 | 9        |                    | 395           | 319              | 296              | 1010   |
| Zdroj na Olympedia.org |          |                    |               |                  |                  |        |